# Жеребецьке
Жеребе́цьке — село в Україні, у Козелецькій селищній громаді Чернігівського району Чернігівської області. Населення становить 80 осіб (переважно люди пенсійного віку). До 2020 орган місцевого самоврядування — Олексіївщинська сільська рада.

## Історія
У даний час село занедбане, на відміну від сусідніх сіл досі не газифіковане. Багато років не працював магазин, єдине — завжди працювала пошта. Економічна ситуація не найкраща. У Жеребецькому немає підприємств, промислових установ, державних або великих приватних сільськогосподарських угідь. Має місце повна відсутність роботи. Жителі заробляють, тримаючи приватне господарство або працюючи в інших населених пунктах. Найближча школа знаходиться у сусідньому селі Рикові.
12 червня 2020 року, відповідно до розпорядження Кабінету Міністрів України № 730-р «Про визначення адміністративних центрів та затвердження територій територіальних громад Чернігівської області», увійшло до складу Козелецької селищної громади.
19 липня 2020 року, в результаті адміністративно - територіальної реформи та ліквідації Козелецького району, село увійшло до складу Чернігівського району Чернігівської області.

## Населення
1901 - 232 жителя.

### Мова
Розподіл населення за рідною мовою за даними перепису 2001 року:
| Мова       | Кількість | Відсоток |
| ---------- | --------- | -------- |
| українська | 80        | 100%     |